# Величкович, Бобана
Бобана Величкович (серб. Бобана Величковић; 25 января 1990, Бор, Заечар — 21 июня 2020, Белград) — сербская спортсменка-стрелок, специализировавшаяся в стрельбе из пистолета. Участница двух Олимпиад. Чемпионка мира, многократная чемпионка Европы.

## Карьера
Пулевой стрельбой начала заниматься в девятилетнем возрасте, а уже спустя четыре года установила национальный рекорд Сербии в своей возрастной категории. В 2007 году Бобана стала чемпионкой Европы по стрельбе из пневматического пистолета среди юниоров, а в 2010 году завоевала два континентальных «золота» и среди взрослых. В дальнейшем успешно выступала на европейском уровне, завоёвывая медали практически на каждом континентальном первенстве по стрельбе из пневматического оружия. В 2014 году на чемпионате мира в испанской Гранаде Бобана Величкович стала чемпионкой в командном турнире по стрельбе из пневматического пистолета, выступая вместе с Зораной Арунович и своим личным тренером Ясной Шекарич.
В 2012 году приняла участие в лондонской Олимпиаде, выступив только в стрельбе из пневматического пистолета с десяти метров. Набрав 379 баллов из 400 возможных, сербская спортсменка заняла 22-е место и не прошла в финальный раунд. Через четыре года в Рио-де-Жанейро в этой же дисциплине Величкович вышла в финал, но там провела две неудачные серии выстрелов и заняла седьмое место.
В феврале 2020 года Величкович завоевала две золотые метали чемпионате Европы во Вроцлаве, причем выступая беременной. Во второй половине беременности у неё была обнаружена преэклампсия, после родов её состояние резко ухудшилась, спортсменка впала в кому, была экстренно переведена в Белград, однако усилия врачей оказались безуспешными, и 21 июня Бобана Величкович скончалась. В Боре, родном городе спортсменки, был объявлен трёхдневный траур.
Была замужем за тренером по гандболу Мирославом Момчиловичем. Сына назвала Вукасином.